# 花斑彩石
花斑彩石是五亿年前寒武纪火山喷发的基性火山岩-凝灰岩。位于荣成市马道镇烟墩角村东南方海域，距海岸50多米。退潮时可徒步攀登，涨潮时需乘船而至。现建有花斑彩石风景区。花斑彩石主要有黄、褐、白三种颜色。